# Schiavitù sessuale
La schiavitù sessuale è un tipo di schiavitù a scopo di sfruttamento sessuale. Ciò include il lavoro forzato, la riduzione di una persona a uno stato servile (incluso il matrimonio forzato) e le persone che trafficano, come la tratta di minori.
La schiavitù sessuale può anche comportare la schiavitù sessuale monoparentale; schiavitù rituale, talvolta associata ad alcune pratiche religiose, come la servitù rituale in Ghana, Togo e Benin. Il concubinato era una forma tradizionale di schiavitù sessuale in molte culture, in cui le donne trascorrevano la vita in schiavitù sessuale. In alcune culture, concubine e i loro figli avevano diritti distinti e posizioni sociali legittime.
La Dichiarazione e il Programma d'azione di Vienna richiedono uno sforzo internazionale per sensibilizzare le persone alla schiavitù sessuale che costituisce un abuso dei diritti umani. L'incidenza della schiavitù sessuale per paese è stata studiata e presentata dall'UNESCO, con la collaborazione di varie agenzie internazionali.

## Storia
Può comprendere lo sfruttamento da parte di un unico proprietario, schiavitù rituale legata ad alcune pratiche religiose, schiavitù a fini prevalentemente non-sessuali, ma dove l'attività sessuale non consensuale è comune, prostituzione forzata.
Il concubinato era una forma tradizionale di schiavitù sessuale in molte culture arcaiche, in cui le donne trascorrevano la loro vita in servitù sessuale. In alcune culture, le concubine e i loro figli avevano distinti diritti e posizione sociale secondo la legge.

## Diritto
L'articolo 7 dello statuto di Roma, istitutivo della Corte penale internazionale, lo definisce crimine contro l'umanità quando compiuto in un ambito di ampio e diffuso attacco contro un gruppo sociale o di popolazione civile, così come l'articolo 8 del medesimo testo lo vieta quando crimine di guerra. Se invece è compiuto come atto isolato, è rimesso alla punizione dei singoli ordinamenti nazionali.
La dichiarazione di Vienna e il relativo programma d'azione si propone di tentare di sradicare la schiavitù sessuale sulla base del fatto che si tratta di una questione di diritti umani. L'incidenza di schiavitù sessuale per paese è stata studiata e compare in tabulati pubblicati dall'UNESCO, con la collaborazione di varie agenzie internazionali.

## Sfruttamenti

### Sfruttamento sessuale commerciale degli adulti
Lo sfruttamento sessuale commerciale degli adulti (spesso definito "traffico di sesso") è un tipo di tratta di esseri umani che comporta il reclutamento, il trasporto, il trasferimento, l'ospitalità o la ricezione di persone, con mezzi coercitivi o abusivi a fini di sfruttamento sessuale. Lo sfruttamento sessuale commerciale non è l'unica forma di tratta di esseri umani e le stime variano in base alla percentuale che ha lo scopo di trasportare qualcuno nella schiavitù sessuale.
La BBC News ha citato un rapporto dell'UNODC che elenca le destinazioni più comuni per le vittime della tratta di esseri umani nel 2007 come Thailandia, Giappone, Israele, Belgio, Paesi Bassi, Germania, Italia, Turchia e Stati Uniti. Il rapporto elenca la Tailandia, la Cina, la Nigeria, l'Albania, la Bulgaria, la Bielorussia, la Moldavia e l'Ucraina tra le principali fonti di tratta.

### Sfruttamento sessuale commerciale dei bambini
Lo sfruttamento sessuale commerciale dei minori (CSEC) comprende la prostituzione minorile (o la tratta di minori), il turismo sessuale minorile, la pornografia minorile o altre forme di sesso transazionale con minori. Il programma Youth Advocate Program International (YAPI) descrive CSEC come una forma di coercizione e violenza contro i bambini e una forma contemporanea di schiavitù.
Una dichiarazione del Congresso mondiale contro lo sfruttamento sessuale commerciale dei bambini, tenutosi a Stoccolma nel 1996, definiva CSEC come "abuso sessuale da parte dell'adulto e remunerazione in contanti o in natura verso il bambino o verso una terza persona o persone è trattato come un oggetto sessuale e come un oggetto commerciale".

#### Prostituzione minorile
La prostituzione minorile o la tratta di minori è una forma di schiavitù sessuale. È lo sfruttamento sessuale commerciale dei bambini, in cui un bambino svolge i servizi di prostituzione, di solito a beneficio economico di un adulto.
Nel 2009 la polizia federale indiana ha dichiarato di ritenere che circa 1,2 milioni di bambini indiani fossero coinvolti nella prostituzione. Una dichiarazione del Central Bureau of Investigation afferma che studi e sondaggi sponsorizzati dal Ministero delle donne e dello sviluppo infantile stimano che circa il 40% delle prostitute indiane siano bambini.
L'Istituto di ricerca del sistema sanitario thailandese ha riferito che i bambini nella prostituzione costituiscono il 40% delle prostitute in Thailandia.
In alcune parti del mondo, la prostituzione minorile è tollerata o ignorata dalle autorità. Riflettendo un atteggiamento che prevale in molti paesi in via di sviluppo, un giudice dell'Honduras ha dichiarato, a condizione di anonimato: "Se la vittima ha più di 12 anni, se rifiuta di presentare un reclamo e se i genitori chiaramente traggono profitto dal commercio dei loro figli, tendiamo a guardare dall'altra parte".

#### Turismo sessuale infantile
Il turismo sessuale minorile è una forma di tratta di minori e si concentra principalmente sull'acquisto e la vendita di minori in schiavitù sessuale. È quando un adulto viaggia in un paese straniero allo scopo di commettere abusi sessuali su minori agevolati dal punto di vista commerciale. Il turismo sessuale infantile comporta conseguenze sia mentali che fisiche per i bambini sfruttati, che possono includere "malattie (incluso HIV o AIDS), tossicodipendenza, gravidanza, malnutrizione, ostracismo sociale e morte", secondo il Dipartimento di Stato degli Stati Uniti. La Thailandia, Cambogia, India, Brasile e Messico sono stati identificati come i principali punti di sfruttamento sessuale dei minori.

#### Pornografia minorile
La pornografia infantile, a volte indicata come "immagini di abuso di minori", si riferisce a immagini o film che descrivono attività sessualmente esplicite che coinvolgono un bambino. Come tale, la pornografia infantile è spesso una registrazione visiva di abusi sessuali su minori. L'abuso del bambino si verifica durante gli atti sessuali fotografati nella produzione di pornografia infantile, e gli effetti dell'abuso sul bambino sono aggravati dall'ampia distribuzione e dalla duratura disponibilità delle fotografie dell'abuso.
La tratta di minori comporta spesso la pornografia minorile. Alcuni bambini vengono comunemente acquistati e venduti a fini sessuali senza che i genitori lo sappiano. In questi casi, i bambini sono spesso usati per produrre pornografia infantile, in particolare forme sadiche in cui possono essere torturati.

### Matrimonio forzato
Un matrimonio forzato è un matrimonio in cui uno o entrambi i partecipanti sono sposati, senza il loro consenso libero. Il matrimonio forzato è una forma di schiavitù sessuale. Le cause dei matrimoni forzati includono costumi come il prezzo della sposa e la dote; povertà; l'importanza data alla verginità pre-matrimoniale femminile; il fatto che il matrimonio sia considerato in alcune comunità un accordo sociale tra le famiglie allargate degli sposi; istruzione limitata ed opzioni economiche; protezione percepita delle tradizioni culturali o religiose. Il matrimonio forzato è più comune in alcune parti dell'Asia meridionale e dell'Africa sub-sahariana.